# Laindon
Ne doit pas être confondu avec Londres.
Laindon est une ancienne paroisse civile d'Essex, en Angleterre. Elle est basée sur le manoir (probablement plus petit) du même nom et se trouve maintenant principalement dans la zone urbaine de Basildon.
La paroisse englobait une bande de terre qui se prolonge vers le nord jusqu'à la paroisse voisine de Great Burstead (en), et comprenait Laindon Common ainsi que les autrefois plus grands et adjacents Frith Wood, que le seigneur du manoir, l'évêque de Londres, avait constitué en parc vers 1620. Cette bande de terre a probablement été le territoire de Well Street Manor qui est mentionné dans le Domesday Book.
Elle se trouve au nord de la gare de Laindon, sur la ligne de chemin de fer London, Tilbury and Southend Railway (en) (LTSR), tandis que Langdon Hills se situe au sud de la gare. Laindon et Langdon Hills ont le même code postal que la ville de Basildon. Au sud-ouest de Laindon, les Dunton Plotlands (en) étaient une zone de petites parcelles de terre utilisées comme chalets de week-end ou petites propriétés au milieu du XXe siècle.
Il a existé une paroisse civile de Laindon jusqu'à son abolition en 1937. Elle comptait 412 résidents pour une superficie de 4 680 acres (18,9 km2) en 1831. Trois zones en sont détachées entre 1880 et 1889, réduisant cette superficie à 2 089 acres (8,29 km2). En 1931, la population était de 4 552 habitants. Par la suite, la paroisse civile est fusionnée au district de Basildon et en fait toujours partie.
Le district connu sous le nom de Laindon West n'a jamais fait partie de la paroisse de Laindon, mais de la paroisse de Dunton qui a elle-même été abolie en 1934.

## Personnes notables
- Edgar Longstaffe (1852-1933), peintre, paysagiste [3]
- Joan Sims (1930-2001), actrice, comédienne[4]